# Andrena mordax
Andrena mordax är en biart som beskrevs av Morawitz 1876. Andrena mordax ingår i släktet sandbin, och familjen grävbin. Inga underarter finns listade i Catalogue of Life.